# باول بانستر
باول بانستر (بالإنجليزية: Paul Bannister)‏ هو مدرب كرة قدم ولاعب كرة قدم بريطاني، ولد في 11 أكتوبر 1947 في Hartshill, Staffordshire ‏ في المملكة المتحدة. لعب مع بورت فايل.